# Ібн Катада аль-Хашимі
Хасан ібн Катада аль-Хашимі (араб. حسن بن قتادة; д/н — 1226) — 16-й шаріф й емір Мекки у 1220—1222 роках. З його часу почалася тривала боротьба за владу в Хіджазі за владу.

## Життєпис
Походив з гілки правлячої династії Хасанідів — бану-катада. Син шаріфа й еміра Катади ібн Ідріса та представниці бедуїнського племені аназза. Після смерті батька у 1220 році успадкував владу. Вважається, що він вбив батька, вуйка та старшого брата задля захоплення влади. Придушив заколот іншого брата — Раджі, який втік до Ємену. У 1222 році Хасана ібн Катаду повалив аль-Масуд Юсуф з династії Аюбідів, намісник Ємену.
Хасан ібн Катада втік до племені матері, а потім перебрався Дамаска, де марно намагався отримати допомогу. 1223 року спробував відвоювати Мекку, але невдало. Зрештою опинився в Багдаді, де й помер 1226 році. Новим шаріфом було оголошено його небожа Абу'л-Саада аль-Хасана. Водночас 1225 року мекканський намісник Расілідів Аль-Мансур Умар відбив напад на місто Касима, шаріфа Медіни.